# Корозійна інженерія

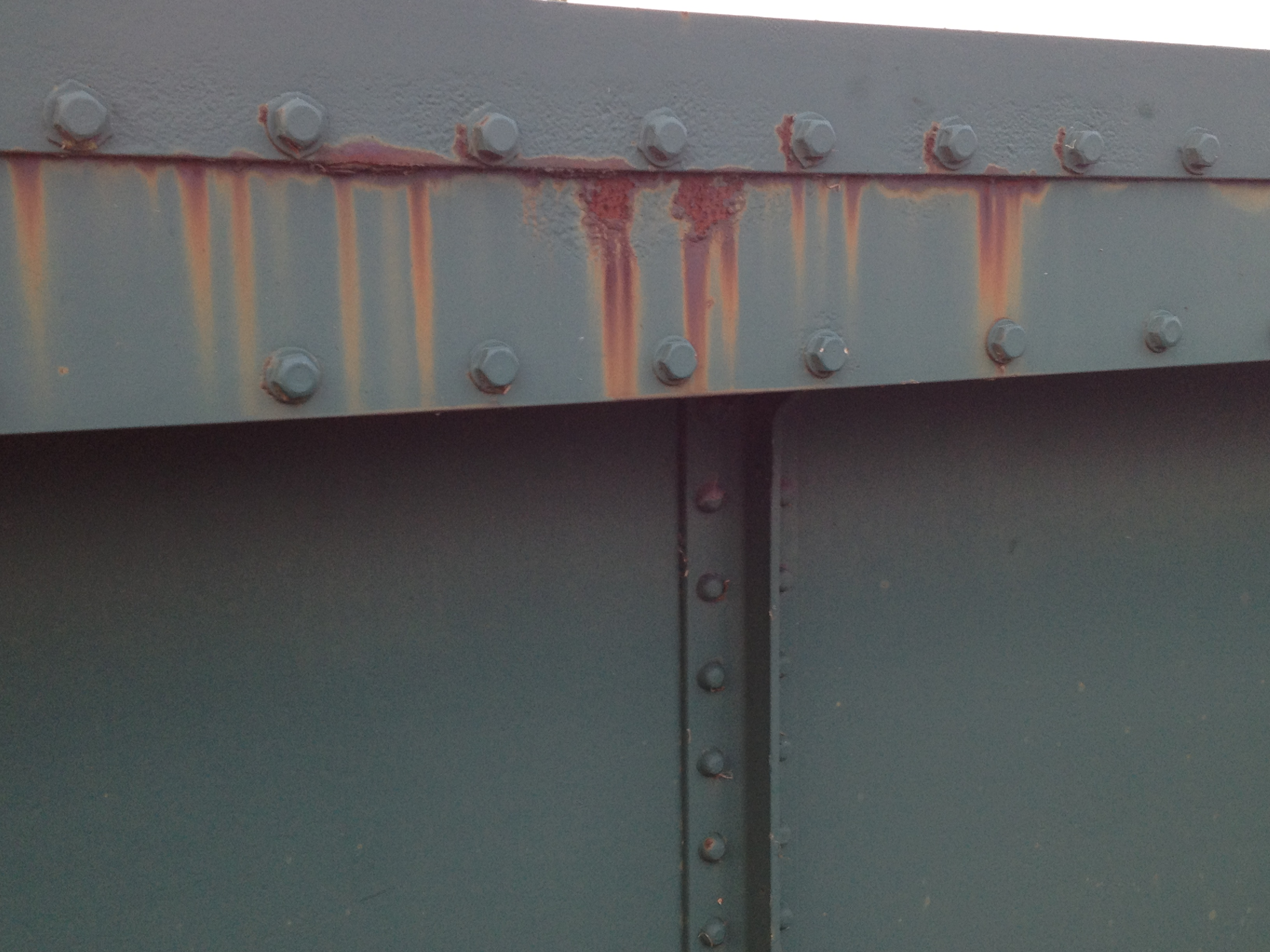
Вид збоку Залізничний міст Кроу-Холл на північ від Престон Ланс, корозія – загальний вид

Корозійна інженерія — це інженерна спеціальність, яка застосовує наукові, технічні, інженерні навички та знання природних законів і фізичних ресурсів для розробки та впровадження матеріалів, конструкцій, пристроїв, систем і процедур для боротьби з корозією. З цілісної точки зору корозія — це явище, коли метали повертаються до стану, в якому вони знаходяться в природі. Рушійна сила, яка викликає корозію металів, є наслідком їх тимчасового існування в металевій формі. Для виробництва металів, починаючи з природних мінералів і руд, необхідно забезпечити певну кількість енергії, для плавдення залізної руди в доменній печі. Тому термодинамічно неминуче, що ці метали під впливом різних середовищ повернуться до свого природного стану. Таким чином, корозія та корозійна інженерія включають вивчення хімічної кінетики, термодинаміки, електрохімії та матеріалознавства.

## Загальний передумови
Загалом пов’язана з металургією чи матеріалознавством, корозійна інженерія також стосується неметалів, зокрема кераміки, цементу, композитних матеріалів та електропровідних матеріалів, таких як вуглець і графіт. Інженери з корозії часто керують іншими некоррозійними процесами, включаючи (але не обмежуючись цим) розтріскування, крихке руйнування, розтріскування, фретинг, ерозію та, як правило, класифіковані як управління інфраструктурними активами. У 1990-х роках Імперський коледж Лондона навіть пропонував ступінь магістра наук під назвою «Корозія конструкційних матеріалів». UMIST – Інститут науки і технологій Манчестерського університету, який тепер є частиною Манчестерського університету, також пропонує подібний курс. Магістерські курси з інженерії корозії доступні в усьому світі, а навчальні програми містять навчальний матеріал про контроль і розуміння корозії. Університет штату Огайо має центр корозії, названий на честь одного з найбільш відомих інженерів корозії Марса Дж. Фонтани.

## Витрати на корозію

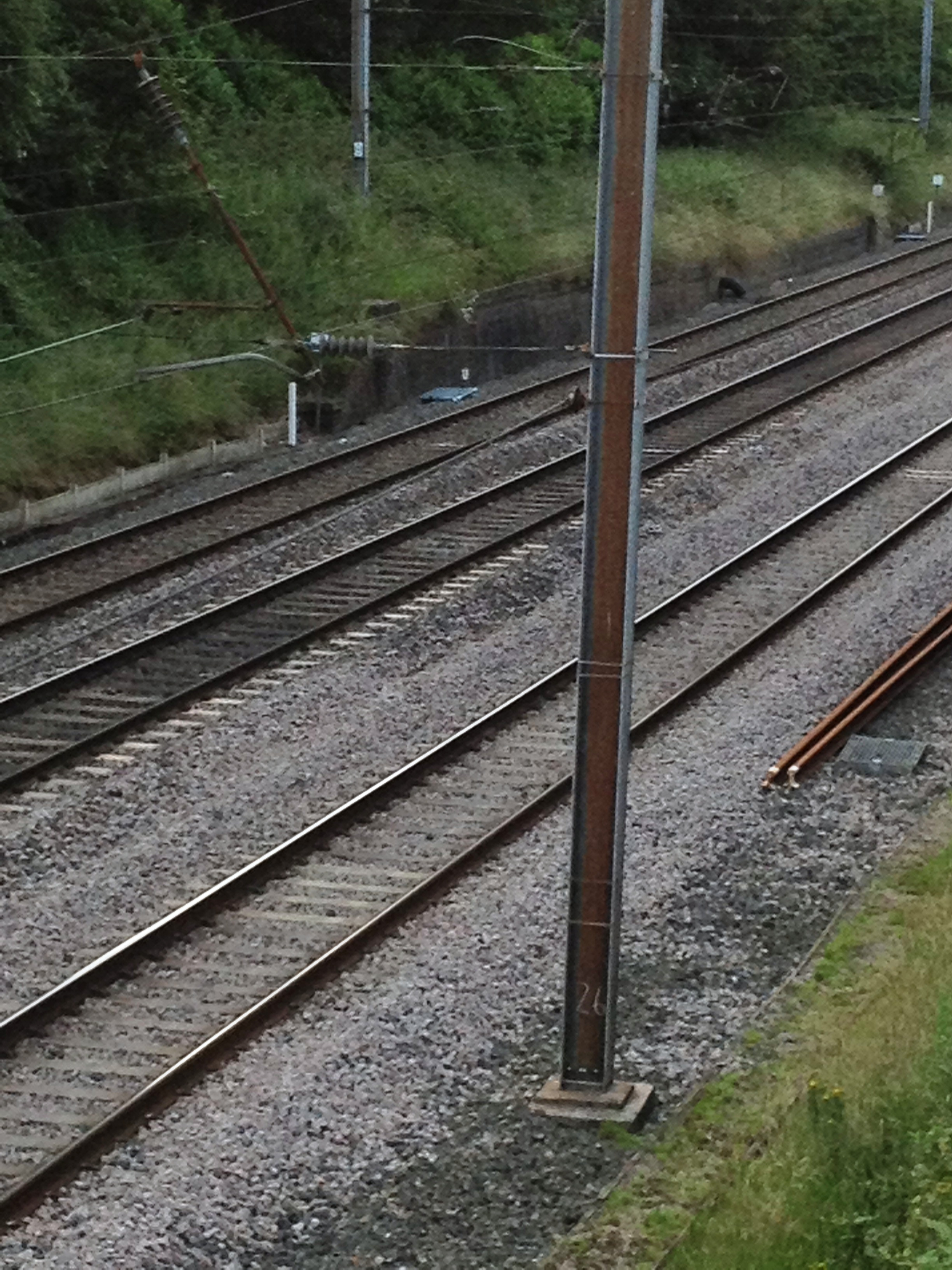
Корозійна сталь. Електрифікація залізниці.

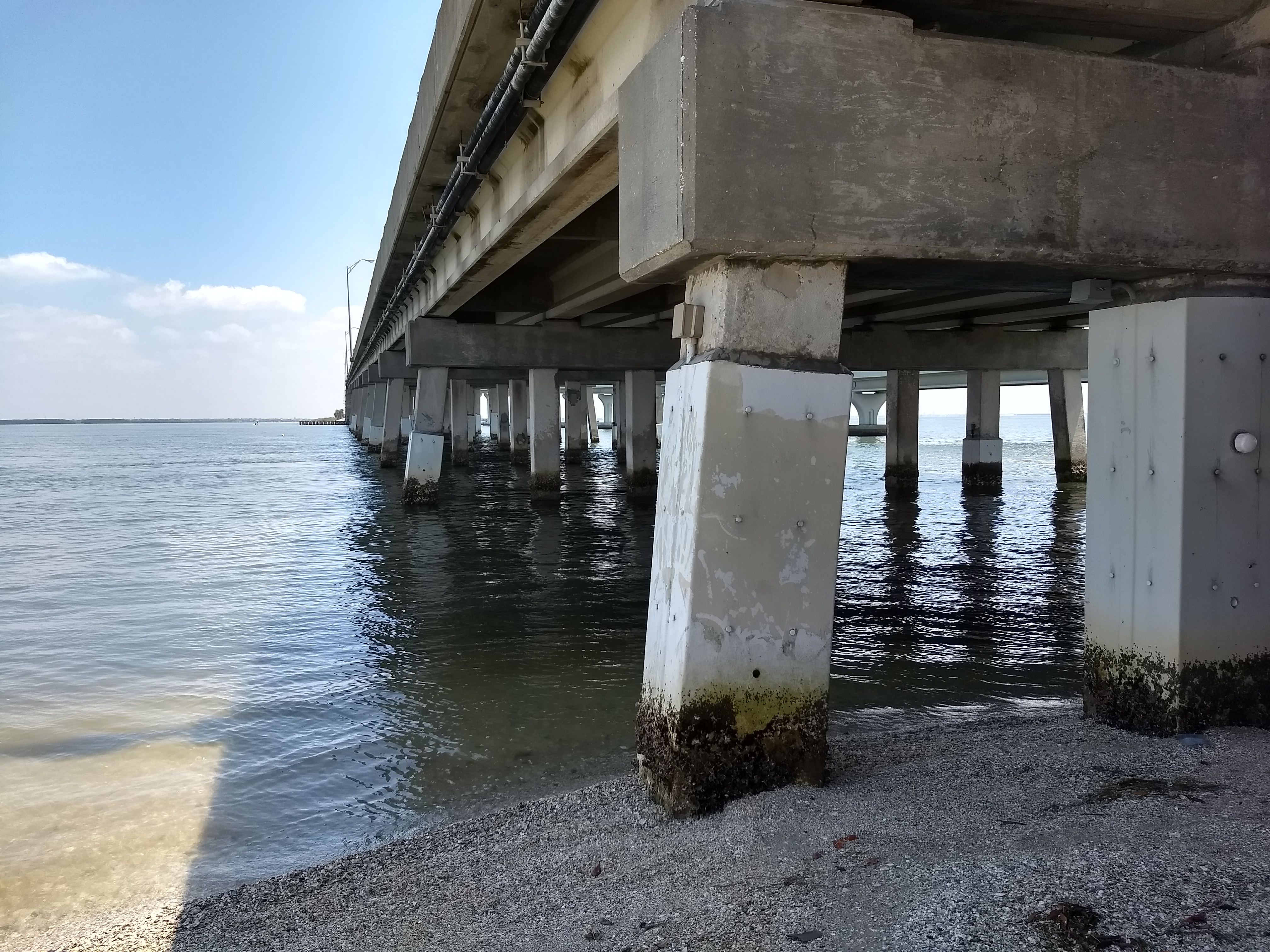
«Свайні оболонки», що охоплюють старі бетонні мостові палі для боротьби з корозією, яка виникає, коли тріщини в палях дозволяють солоній воді контактувати з внутрішніми сталевими арматурними стрижнями

У 1995 році повідомлялося, що витрати на корозію по всій країні в США становили майже 300 мільярдів доларів на рік. Це підтвердило попередні повідомлення про шкоду, завдану світовій економіці корозією.
Закі Ахмад у своїй книзі «Принципи корозійної техніки та боротьби з корозією» стверджує, що «Корозійна інженерія — це застосування принципів, розроблених з науки про корозію, для мінімізації або запобігання корозії». Шрейр та ін. пропонують те саме у своїй великій двотомній праці під назвою «Корозія». Корозійна інженерія передбачає розробку схем запобігання корозії та впровадження спеціальних кодексів і практик. Заходи проти корозії, включаючи катодний захист, проектування для запобігання корозії та покриття конструкцій підпадають під режим корозійної техніки. Однак наука про корозію та техніка йдуть рука об руку, і їх неможливо розділити: це постійний шлюб, який час від часу створює нові та кращі методи захисту. Це може включати використання інгібіторів корозії. У Довіднику з корозійної техніки автор П’єр Р. Роберж стверджує: «Корозія — це руйнівна атака матеріалу в результаті реакції з навколишнім середовищем. Серйозні наслідки процесу корозії стали проблемою світового значення».

## Товариства та асоціації корозійної техніки та корозії
Групи інженерів корозії створені по всьому світу для навчання, запобігання, уповільнення та управління корозією. До них належать Національна асоціація інженерів з корозії (NACE), Європейська федерація з корозії (EFC), Інститут корозії у Великобританії та Австралазійська асоціація з корозії. Основним завданням інженера з корозії є економічне та безпечне управління наслідками корозії матеріалів.

## Відомі учасники цієї галузі
Деякі з найбільш помітних учасників дисципліни корозійної техніки включають, зокрема:
- Майкл Фарадей (1791–1867)
- Марсель Пурбе (1904–1998)
- Герберт Х. Уліг (1907–1993)
- Улік Річардсон Еванс (1889–1980)
- Марс Гай Фонтана (1910–1988)
- Мелвін Романофф (-1970)

## Типи корозійних ситуацій
Інженери та консультанти з корозії, як правило, спеціалізуються на сценаріях внутрішньої або зовнішньої корозії. В обох випадках вони можуть надавати рекомендації по боротьбі з корозією, аналізувати несправності, продавати засоби боротьби з корозією або забезпечувати встановлення чи проектування систем контролю та моніторингу корозії. Кожен матеріал має свої слабкі місця. Алюміній, оцинковане/цинкове покриття, латунь і мідь погано виживають у дуже лужному або дуже кислому середовищі pH. Мідь і латунь погано виживають у середовищі з високим вмістом нітратів або аміаку. Вуглецеві сталі та залізо погано виживають у середовищі з низьким питомим опором ґрунту та високим вмістом хлориду. Середовища з високим вмістом хлориду можуть навіть подолати та атакувати сталь, укладену в зазвичай захисний бетон. Бетон погано виживає в середовищі з високим вмістом сульфатів і кислот. І ніщо не виживає добре в середовищах з високим вмістом сульфідів і низьким окислювально-відновним потенціалом з корозійними бактеріями. Це називається біогенною сульфідною корозією.

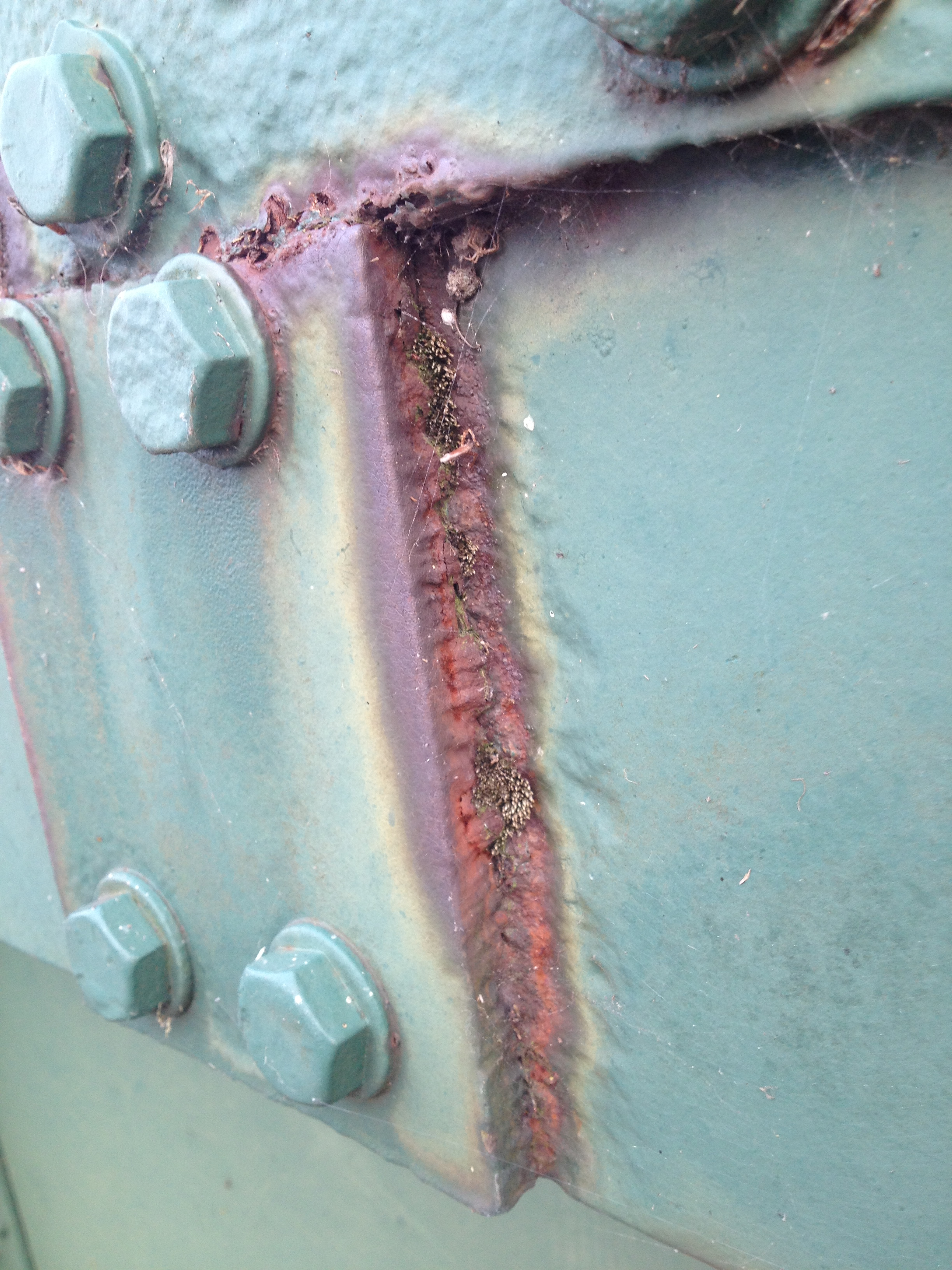
Корозія на стику - поганий дизайн з‘єднання.

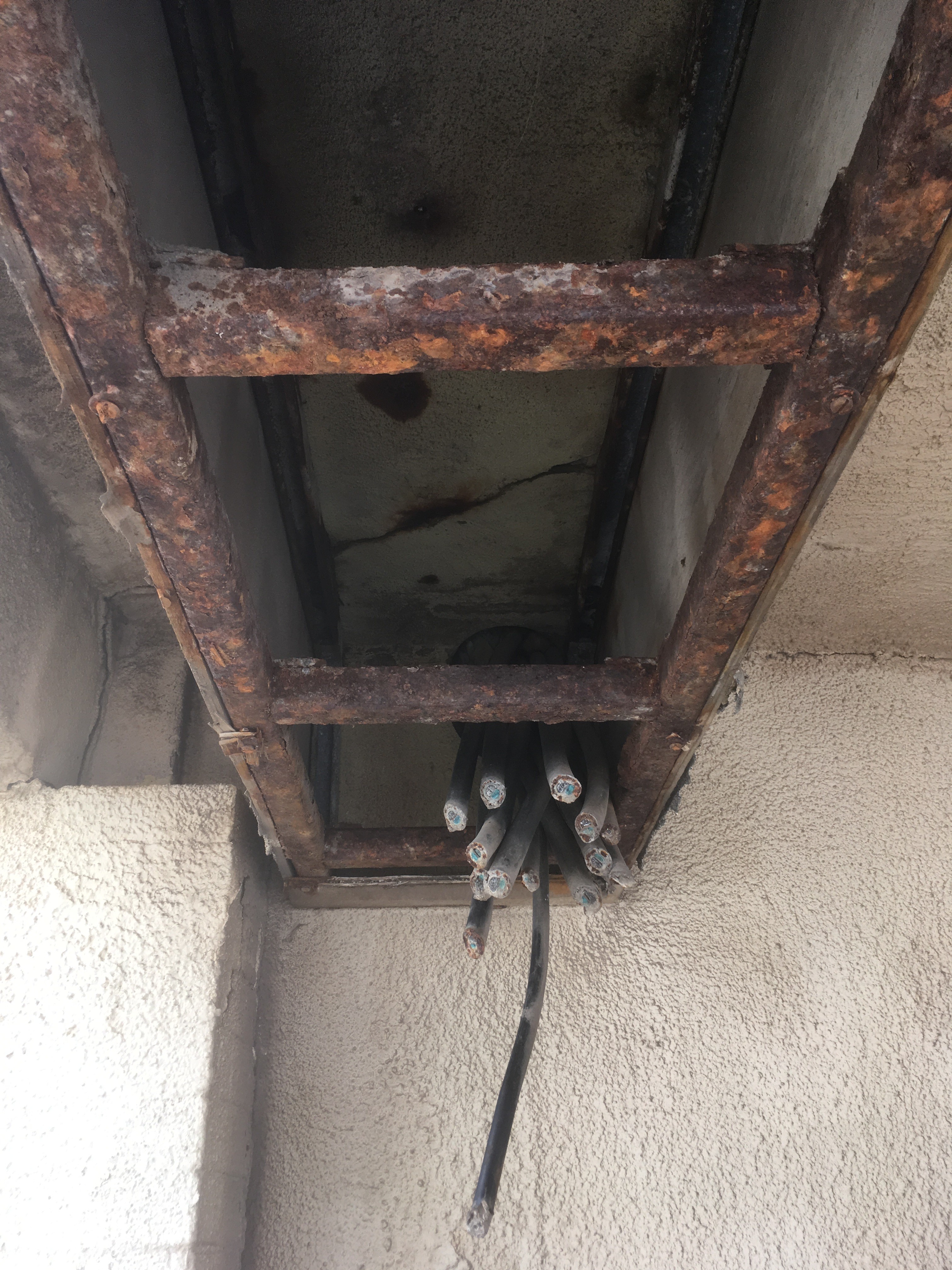
Конструкційний елемент Блекпулської набережної в Бісфемі сильно заржавів.

Звичайне визначення зони сплеску – це область трохи вище та трохи нижче середнього рівня води у водоймі. Сюди також входять зони, які можуть бути піддані бризкам води та туману.

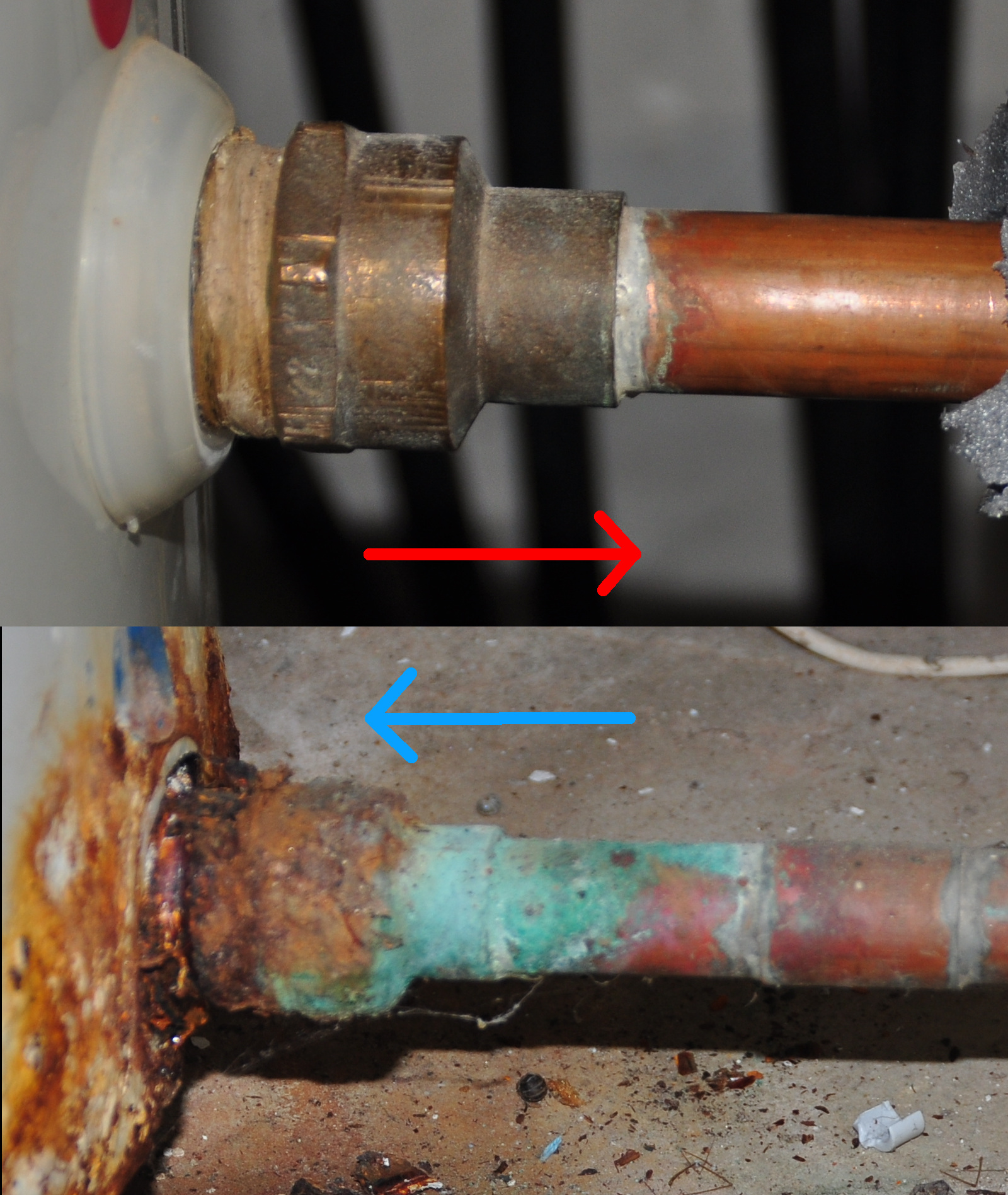
Біметалева корозія

Гальванічна корозія (також звана біметалевою корозією) — це електрохімічний процес, під час якого один метал (більш активний) переважно кородує, коли він знаходиться в електричному контакті з іншим різнорідним металом у присутності електроліту. Подібна гальванічна реакція використовується в первинних елементах для генерування корисної електричної напруги для живлення портативних пристроїв – класичним прикладом є елемент із цинковими та мідними електродами. Гальванічна корозія також використовується, коли жертвувальний метал використовується для катодного захисту. Гальванічна корозія виникає, коли в присутності електроліту контактують активний метал і більш благородний метал.

## Гарний дизайн для запобігання корозії
Корозійна техніка передбачає гарний дизайн. Використання заокругленого краю замість гострого зменшує корозію. Також не з’єднуйте зварюванням або іншим методом з’єднання двох різнорідних металів, щоб уникнути гальванічної корозії. Уникати розміщення маленького анода (або анодного матеріалу) поруч із великим катодом (або катодним матеріалом) є хорошою практикою. Наприклад, зварювальний матеріал завжди повинен бути більш благородним, ніж навколишній матеріал. Корозія в баластних цистернах морських суден може бути проблемою, якщо не буде розроблено належний проект. Інші приклади включають просту конструкцію, наприклад товщину матеріалу. У відомій ситуації корозії матеріал можна просто зробити товщим, тому для корозії знадобиться набагато більше часу.

## Подальше читання
- Ahmad, Zaki (2006). Principles of corrosion engineering and corrosion control (вид. 1st). Boston, MA: Elsevier/BH. ISBN 978-0-08-048033-6. OCLC 147962712.
- Madkour, Loutfy H. INDUSTRIAL CORROSION AND CORROSION CONTROL TECHNOLOGY.
- Brett CMA, Brett AMO, ELECTROCHEMISTRY, Principles, methods, and applications, Oxford University Press, (1993) ISBN 0-19-855389-7
- Jones, Denny A. (1996). Principles and prevention of corrosion. Upper Saddle River, NJ: Prentice Hall. ISBN 0-13-359993-0. OCLC 32664979.
- Fontana, Mars G (2005). Corrosion engineering (вид. 3rd). New Delhi: Tata McGraw-Hill. с. 278-280. ISBN 0070607443. OCLC 225414435.
- P. E., Philip A. Schweitzer (2009). Fundamentals of Corrosion. Corrosion Technology: 5.
- C. L. Page, ред. (1996). Corrosion of reinforcement in concrete construction. Cambridge: Royal Society of Chemistry, Information Services. ISBN 0-85404-731-X. OCLC 35233292. Papers presented at the Fourth International Symposium on 'Corrosion of Reinforcement in Concrete Construction', held at Robinson College, Cambridge, UK, 1-4 July 1996.
- Materials science (вид. 4th). London: Chapman and Hall. 1990. ISBN 0-412-34150-6. OCLC 22361400.
- Corrosion - 2nd Edition (elsevier.com) Volume 1and 2; Editor: L L Shreir ISBN 9781483164106
- A.W. Peabody, Peabody's Control of Pipeline Corrosion, 2nd Ed., 2001, NACE International. ISBN 1-57590-092-0
- Ashworth V., Corrosion Vol. 2, 3rd Ed., 1994, ISBN 0-7506-1077-8
- Baeckmann, Schwenck & Prinz, Handbook of Cathodic Corrosion Protection, 3rd Edition 1997. ISBN 0-88415-056-9
- Roberge, Pierre R, Handbook of Corrosion Engineering 1999 ISBN 0-07-076516-2
- Gummow, RA, Corrosion Control of Municipal Infrastructure Using Cathodic Protection. NACE Conference Oct 1999, NACE Materials Performance Feb 2000
- Schweitzer, Philip A. (2007). Corrosion engineering handbook. Fundamentals of metallic corrosion: atmospheric and media corrosion of metals (вид. 2nd). Boca Raton: CRC Press. ISBN 978-0-8493-8244-4. OCLC 137248972.
- Schweitzer, Philip A. (2007). Corrosion engineering handbook. Corrosion of polymers and elastomers (вид. 2nd). Boca Raton: CRC Press. ISBN 978-0-8493-8246-8. OCLC 137248977.
- Schweitzer, Philip A. (2007). Corrosion engineering handbook. Corrosion of linings and coatings: cathodic and inhibitor protection and corrosion monitoring (вид. 2nd). Boca Raton: CRC Press. ISBN 978-0-8493-8248-2. OCLC 137248981.
- Yongchang Huang; Jianqi Zhang (2018). Materials corrosion and protection. Shanghai. ISBN 978-3-11-038295-2. OCLC 1024052058.